# Șkumatove, Burîn
Șkumatove (în ucraineană Шкуматове) este un sat în comuna Husteanka din raionul Burîn, regiunea Sumî, Ucraina.

## Demografie
Componența lingvistică a localității Șkumatove
     Ucraineană (100%)
Conform recensământului din 2001, toată populația localității Șkumatove era vorbitoare de ucraineană (100%).